# Somalische klauwier
De Somalische klauwier (Lanius somalicus) is een zangvogel uit de familie klauwieren (Laniidae).

## Verspreiding en leefgebied
Deze soort komt voor in noordoostelijk Afrika in Djibouti, Ethiopië, Somalië en Kenia.

## Status
De grootte van de populatie is niet gekwantificeerd maar de soort wordt omschreven als schaars tot algemeen. Op de Rode lijst van de IUCN heeft deze soort de status niet bedreigd.